# Faiz Mattoir
Faiz Mattoir (Mamoudzou, 12 juli 2000) is een professioneel voetballer die uitkomt voor Almere City en het Comorees voetbalelftal.

## Carrière

### AC Ajaccio
In November 2019 maakte Mattoir zijn debuut voor het eerste van AC Ajaccio in de Ligue 2. In 2021 verhuurde de club Mattoir aan derde divisionist SO Cholet.

### Almere City FC
In juni 2022 maakte Almere City bekend dat Mattoir een contract had getekend voor twee seizoenen met een optie tot nog een seizoen.
Op 5 augustus 2022 maakte Mattoir zijn debuut voor Almere City in de uitwedstrijd tegen VVV-Venlo. In september scheurde hij zijn kruisband. Hij kwam op 7 april 2024 pas weer in actie, nu in de Eredivisie, tegen Go Ahead Eagles.

## Clubstatistieken
| Seizoen | Club        | Competitie           | Competitie | Competitie | Beker | Beker | Overig | Overig | Totaal | Totaal |
| Seizoen | Club        | Competitie           | Wed.       | Dlp.       | Wed.  | Dlp.  | Wed.   | Dlp.   | Wed.   | Dlp.   |
| ------- | ----------- | -------------------- | ---------- | ---------- | ----- | ----- | ------ | ------ | ------ | ------ |
| 2019/20 | AC Ajaccio  | Ligue 2              | 2          | 0          | 1     | 0     | 0      | 0      | 3      | 0      |
| 2020/21 | AC Ajaccio  | Ligue 2              | 19         | 0          | 1     | 0     | 0      | 0      | 20     | 0      |
| 2021/22 | SO Cholet   | Championnat National | 23         | 3          | 2     | 0     | 0      | 0      | 25     | 3      |
| 2022/23 | Almere City | Eerste divisie       | 5          | 1          | 0     | 0     | 0      | 0      | 5      | 1      |
| 2023/24 | Almere City | Eredivisie           | 4          | 0          | 0     | 0     | 0      | 0      | 4      | 0      |
| 2024/25 | Almere City | Eredivisie           | 11         | 0          | 0     | 0     | 0      | 0      | 11     | 0      |
| Totaal  | Totaal      | Totaal               | 64         | 4          | 4     | 0     | 0      | 0      | 68     | 4      |

Bijgewerkt t/m 20 februari 2025.

## Interlandcarrière
Op 11 oktober 2020 maakte Mattoir zijn debuut voor het Comorees elftal, in een oefenwedstrijd tegen Libië. Tijdens de kwalificatie voor de Africa Cup van 2021 scoorde Mattoir tegen Kenia het winnende doelpunt op aangeven van El Fardou Ben. 
| Interlands van Faiz Mattoir voor Comoren | Interlands van Faiz Mattoir voor Comoren | Interlands van Faiz Mattoir voor Comoren | Interlands van Faiz Mattoir voor Comoren | Interlands van Faiz Mattoir voor Comoren | Interlands van Faiz Mattoir voor Comoren |
| №                                        | Datum                                    | Wedstrijd                                | Uitslag                                  | Competitie                               | Goals                                    |
| ---------------------------------------- | ---------------------------------------- | ---------------------------------------- | ---------------------------------------- | ---------------------------------------- | ---------------------------------------- |
| 1                                        | 11 oktober 2020                          | Libië – Comoren                          | 1 – 2                                    | Vriendschappelijk                        | 0                                        |
| 2                                        | 11 november 2020                         | Kenia – Comoren                          | 1 – 1                                    | Africa Cup 2021 (kwalificatie)           | 0                                        |
| 3                                        | 15 november 2020                         | Comoren – Kenia                          | 2 – 1                                    | Africa Cup 2021 (kwalificatie)           | 1                                        |
| 4                                        | 25 maart 2021                            | Comoren – Togo                           | 0 – 0                                    | Africa Cup 2021 (kwalificatie)           | 0                                        |
| 5                                        | 29 maart 2021                            | Egypte – Comoren                         | 4 – 0                                    | Africa Cup 2021 (kwalificatie)           | 0                                        |
| 6                                        | 7 september 2021                         | Comoren – Burundi                        | 1 – 0                                    | Vriendschappelijk                        | 0                                        |
| 7                                        | 31 december 2021                         | Malawi – Comoren                         | 2 – 1                                    | Vriendschappelijk                        | 0                                        |
| 8                                        | 10 januari 2022                          | Comoren – Gabon                          | 0 – 1                                    | Africa Cup 2021                          | 0                                        |
| 9                                        | 18 januari 2022                          | Ghana – Comoren                          | 2 – 3                                    | Africa Cup 2021                          | 0                                        |
| 10                                       | 24 januari 2022                          | Kameroen – Comoren                       | 2 – 1                                    | Africa Cup 2021                          | 0                                        |
| 11                                       | 25 maart 2022                            | Comoren – Ethiopië                       | 2 – 1                                    | Vriendschappelijk                        | 1                                        |
| 12                                       | 7 juni 2022                              | Zambia – Comoren                         | 2 – 1                                    | Africa Cup 2023 (kwalificatie)           | 0                                        |
| 13                                       | 11 juni 2024                             | Tsjaad – Comoren                         | 0 – 2                                    | WK 2026 (kwalificatie)                   | 0                                        |
| 14                                       | 4 september 2024                         | Comoren – Gambia                         | 1 – 1                                    | Africa Cup 2025 (kwalificatie)           | 0                                        |
| 15                                       | 9 september 2024                         | Madagaskar – Comoren                     | 1 – 1                                    | Africa Cup 2025 (kwalificatie)           | 0                                        |
| 16                                       | 11 oktober 2024                          | Tunesië – Comoren                        | 0 – 1                                    | Africa Cup 2025 (kwalificatie)           | 0                                        |
| 17                                       | 15 oktober 2024                          | Comoren – Tunesië                        | 1 – 1                                    | Africa Cup 2025 (kwalificatie)           | 0                                        |
| 18                                       | 15 november 2024                         | Gambia – Comoren                         | 1 – 2                                    | Africa Cup 2025 (kwalificatie)           |                                          |

Bijgewerkt tot 20 februari 2025.